# Matías Rotondi
Eduardo Matías Rotondi (ur. 29 stycznia 1992 w Puerto Iguazú) – argentyński piłkarz występujący na pozycji napastnika, od 2025 roku zawodnik honduraskiego Realu España.